# Pawnshop Guitars
Pawnshop Guitars, es el primer álbum en solitario del guitarrista Gilby Clarke, antiguo miembro de Kill for Thrills y de Guns N' Roses. El álbum cuenta con las participaciones de varios músicos como  Slash, Duff McKagan, Matt Sorum, Axl Rose, entre otros, grabado en 1994 bajo el sello discográfico Virgin Records America.

## Lista de canciones
| N.º | Título                                                     | Escritor(es)     | Duración |  |
| 1.  | «Cure Me...Or Kill Me...»                                  | Clarke           | 4:56     |  |
| 2.  | «Black»                                                    | Clarke           | 4:21     |  |
| 3.  | «Tijuana Jail» (con Slash)                                 | Clarke           | 5:07     |  |
| 4.  | «Skin & Bones»                                             | Clarke           | 3:17     |  |
| 5.  | «Johanna's Chopper»                                        | Clarke           | 4:07     |  |
| 6.  | «Let's Get Lost»                                           | Clarke, Daniel   | 3:31     |  |
| 7.  | «Pawn Shop Guitars»                                        | Clarke           | 3:34     |  |
| 8.  | «Dead Flowers» (Cover de The Rolling Stones, con Axl Rose) | Jagger, Richards | 4:13     |  |
| 9.  | «Jail Guitar Doors» (Cover de The Clash)                   | Jones, Strummer  | 3:08     |  |
| 10. | «Hunting Dogs»                                             | Clarke           | 3:14     |  |
| 11. | «Shut Up»                                                  | Clarke           | 3:58     |  |

## Miembros
- Gilby Clarke – voz, guitarra, piano, sitar

Colaboraciones
- Axl Rose – voz, piano
- Jo Almeida – guitarra
- Frank Black – guitarra, voz
- Slash – guitarra
- Ryan Roxie – guitarra
- Waddy Watchel – guitarra
- Dizzy Reed – piano
- Teddy Andreadis – órgano
- Will Effertz – bajo
- Jonathan Daniel – bajo
- Duff McKagan – bajo, drums
- Rob Affuso – batería, percusión
- Marc Danzeisen – batería, percusión, voz
- Matt Sorum – batería
- Eric Skodis – batería, voz
- John Schubert – batería
- Roberta Freeman – voz
- Joel Derouin – violín
- Dean Clark – percusión